# DEET
DEET (afkorting voor N,N-di-ethyl-meta-tolueenamide) is een insectenwerende organische verbinding met als brutoformule C12H17NO. Het is bedoeld om op de huid of op de kleren aan te brengen en wordt hoofdzakelijk gebruikt voor bescherming tegen insectenbeten. In het bijzonder beschermt DEET tegen tekenbeten die de ziekte van Lyme kunnen veroorzaken en muggenbeten die knokkelkoorts, westnijlkoorts en malaria kunnen veroorzaken. Het is verkrijgbaar in verschillende vormen: vloeistof, lotion, spray en geïmpregneerde producten zoals polsbanden.
DEET werd in de Tweede Wereldoorlog ontwikkeld door het Amerikaanse leger. Het werd in 1946 geïntroduceerd in het leger en voor algemeen gebruik vrijgegeven in 1957.
DEET wordt verkocht in concentraties tot 100%. Het Nederlandse Landelijk Coördinatiecentrum Reizigersadvisering adviseert een concentratie van minstens 30% tot 50%.

## Synthese
DEET wordt gesynthetiseerd door de reactie van di-ethylamine en 3-methylbenzoëzuurchloride (dat zelf bereid wordt uit reactie van 3-methylbenzoëzuur met thionylchloride), waarna het kan worden gedestilleerd onder vacuüm.

## Eigenschappen
DEET is een geelgroene vloeistof en een oplosmiddel dat diverse stoffen kan aantasten, waaronder bepaalde plastics, viscose, elastaan en leer. Het tast natuurlijke vezels zoals katoen en wol niet aan, en heeft geen effect op nylon.

## Werkingsmechanisme
Voor zover bekend is DEET de enige stof die een afdoend sterke afwerende werking heeft tegen muggen. Voorheen werd aangenomen dat de werking ervan berust op het verwarren van de geursensoren van de mug: het insect zou de aanwezigheid van de mens niet meer detecteren. Uit onderzoek blijkt echter dat muggen de stof wel degelijk ruiken en proberen die stof te vermijden. Een recentere studie laat echter zien dat DEET de werking van geurreceptoren wel verstoort. Uit deze studie blijkt dat DEET slechts bij hoge concentraties een afstotende werking heeft. In lagere concentraties was de afstotende werking verdwenen, maar bleef er een opvallend verschil tussen het aantal insecten op een met DEET behandelde prooi en een onbehandelde prooi. Verdere studie wees uit dat DEET een verstorende werking heeft op de geurreceptoren en dat de insecten de met DEET behandelde prooi niet konden waarnemen. Een opvallende waarneming bij deze studie is dat wanneer er alleen maar voedsel is dat wordt gemaskeerd door DEET, de insecten geen probleem hebben dit voedsel te vinden.
Uit onderzoek uit 2013 blijken denguemuggen echter ongevoelig te worden voor de geur van DEET, waardoor het product minder doeltreffend wordt. Het effect trad al op drie uur na een eerste blootstelling aan DEET.

## Toxicologie en veiligheid
DEET is wereldwijd een veelgebruikt insectenwerend middel. Bij normaal huidgebruik binnen de aanbevolen concentraties is DEET veilig voor zowel volwassenen als kinderen. In Nederland zijn concentraties tot 50% toegestaan; hogere concentraties bieden niet significant meer effect en gaan gepaard met een verhoogd risico op bijwerkingen. Epidemiologische gegevens wijzen uit dat ernstige toxiciteit zeldzaam is en meestal verband houdt met verkeerd of extreem gebruik (bijvoorbeeld orale inname van hoge concentraties). De meeste gerapporteerde bijwerkingen zijn mild, bijvoorbeeld huidirritatie. DEET kan kunststoffen aantasten, zoals brilmonturen of sporthorloges.